# Weddeler Schleife
| Die Strecke der Weddeler Schleife bei Weddel |                                             |                                                         |                                                         |
| |                                             |                                                         |                                                         |
| Streckennummer (DB): | 1956 6399 (Innenkurve Sülfeld–Fallersleben) |                                                         |                                                         |
| Kursbuchstrecke (DB): | 301/349                                     |                                                         |                                                         |
| Streckenlänge: | 20,505 km                                   |                                                         |                                                         |
| Spurweite: | 1435 mm (Normalspur)                        |                                                         |                                                         |
| Streckenklasse: | D4                                          |                                                         |                                                         |
| Stromsystem: | 15 kV, 16,7 Hz ~                            |                                                         |                                                         |
| Streckengeschwindigkeit: | 160 km/h                                    |                                                         |                                                         |
| Zugbeeinflussung: | PZB                                         |                                                         |                                                         |
| Zweigleisigkeit: | Weddel–Sülfeld                              |                                                         |                                                         |
| |                                             |                                                         |                                                         |
| \| \| \| von Braunschweig Hbf \| \| \| \| 3,713 \| Weddel \| Weddel \| \| \| \| nach Helmstedt \| \| \| \| 5,270 \| Sandbach[1] \| Sandbach[1] \| \| \| 9,000 \| Grünbrücke[2] \| Grünbrücke[2] \| \| \| 9,600 \| Bundesautobahn 2 \| Bundesautobahn 2 \| \| \| 12,000 \| Lehre (Braunschw) (ehem. Bbf) \| Lehre (Braunschw) (ehem. Bbf) \| \| \| 12,900 \| Schunter (249 m) \| Schunter (249 m) \| \| \| \| \| \| \| \| \| ehem. Braunschweigische Landeseisenbahn (1942 abgebaut) \| \| \| \| \| \| \| \| \| \| von Braunschweig-Gliesmarode (1942–1998) \| \| \| \| 14,700 \| Groß Brunsrode \| Groß Brunsrode \| \| \| 19,900 \| Wolfsburg-Ehmen \| Wolfsburg-Ehmen \| \| \| 22,021 \| Sülfeld (Abzw) \| Sülfeld (Abzw) \| \| \| \| \| \| \| \| \| von Lehrte \| \| \| \| 24,218 \| Fallersleben \| Fallersleben \| \| \| \| nach Oebisfelde, nach Berlin Hbf \| \| \| \| \| \| \| \| Quellen: [3] \| \| \| \| |                                             |                                                         |                                                         |
| Strecke |                                             | von Braunschweig Hbf                                    | von Braunschweig Hbf                                    |
| Bahnhof | 3,713                                       | Weddel                                                  | Weddel                                                  |
| Abzweig geradeaus und nach rechts |                                             | nach Helmstedt                                          | nach Helmstedt                                          |
| Überleitstelle / Spurwechsel | 5,270                                       | Sandbach                                                | Sandbach                                                |
| Strecke mit Straßenbrücke | 9,000                                       | Grünbrücke                                              | Grünbrücke                                              |
| Strecke mit Straßenbrücke | 9,600                                       | Bundesautobahn 2                                        | Bundesautobahn 2                                        |
| Überleitstelle / Spurwechsel | 12,000                                      | Lehre (Braunschw) (ehem. Bbf)                           | Lehre (Braunschw) (ehem. Bbf)                           |
| Brücke über Wasserlauf | 12,900                                      | Schunter (249 m)                                        | Schunter (249 m)                                        |
| |                                             |                                                         |                                                         |
| Kreuzung (Querstrecke außer Betrieb) |                                             | ehem. Braunschweigische Landeseisenbahn (1942 abgebaut) | ehem. Braunschweigische Landeseisenbahn (1942 abgebaut) |
| |                                             |                                                         |                                                         |
| Abzweig geradeaus und ehemals von links |                                             | von Braunschweig-Gliesmarode (1942–1998)                | von Braunschweig-Gliesmarode (1942–1998)                |
| ehemaliger Bahnhof | 14,700                                      | Groß Brunsrode                                          | Groß Brunsrode                                          |
| ehemaliger Bahnhof | 19,900                                      | Wolfsburg-Ehmen                                         | Wolfsburg-Ehmen                                         |
| Blockstelle | 22,021                                      | Sülfeld (Abzw)                                          | Sülfeld (Abzw)                                          |
| Strecke von links · Abzweig nach links und nach rechts · Strecke von rechts |                                             |                                                         |                                                         |
| Strecke · Strecke von links · Kreuzung geradeaus oben |                                             | von Lehrte                                              | von Lehrte                                              |
| Bahnhof · Bahnhof · Kopfbahnhof Streckenende | 24,218                                      | Fallersleben                                            | Fallersleben                                            |
| Strecke · Strecke |                                             | nach Oebisfelde, nach Berlin Hbf                        | nach Oebisfelde, nach Berlin Hbf                        |
| |                                             |                                                         |                                                         |
| Quellen: |                                             |                                                         |                                                         |

Die Weddeler Schleife ist eine 21 Kilometer lange, elektrifizierte Eisenbahnstrecke in Norddeutschland zwischen Weddel (Ortschaft von Cremlingen bei Braunschweig) und Fallersleben (Stadtteil von Wolfsburg). Die Strecke bindet die Fernbahnhöfe Braunschweig und Hildesheim an die Schnellfahrstrecke Hannover–Berlin an und wurde auch zusammen mit dieser errichtet.
Die Weddeler Schleife wurde in den Jahren 1996 bis 1998 zunächst eingleisig errichtet und von 2021 bis 2024 auf ihrer gesamten Länge zweigleisig ausgebaut.

## Verlauf
Die Strecke zweigt am Bahnhof Weddel beim Kilometer 10,0 (6,6 Kilometer östlich des heutigen Hauptbahnhofs Braunschweig) von der Bahnstrecke Braunschweig–Magdeburg ab und verläuft bis zur Abzweigstelle Sülfeld. Dort überquert eines der Gleise die Schnellfahrstrecke Hannover–Berlin (Kilometer 187,5) und fädelt dort in das nördliche Gleis ein, so dass sich dort die Züge aus Richtung Wolfsburg/Berlin in die Richtungen Braunschweig und Hannover aufteilen. Das andere Gleis führt parallel zur Schnellfahrstrecke, mit einem Übergang in das südliche Streckengleis (Richtung Wolfsburg/Berlin), weiter als Drittes Gleis (Strecke 6399) bis Oebisfelde.
Bis zum zweigleisigen Ausbau befand sich etwa in der Mitte der Strecke der Betriebsbahnhof Lehre (Braunschw), in dem Züge kreuzen oder überholen konnten. An seiner Stelle befindet sich seit 2024 eine Überleitstelle. Bis zur Abzweigstelle Sülfeld ist die Strecke planmäßig mit 160 km/h befahrbar. Die Ein- und Ausfädelung im Bahnhof Fallersleben erfolgt über Schnellfahrweichen mit bis zu 160 km/h. In der Nähe der Weichen liegt die zulässige Höchstgeschwindigkeit bei 130 km/h. Zwischen den Streckenkilometern 18,6 und km 24,2 ist im Zulauf auf Fallersleben Linienzugbeeinflussung installiert. Die Strecke wird aus dem Elektronischen Stellwerk (ESTW) Fallersleben heraus gesteuert.
Im nördlichen Abschnitt von Höhe Groß Brunsrode bis Fallersleben verläuft die Weddeler Schleife auf der Trasse der ehemaligen Bahnstrecke Braunschweig–Fallersleben (Schuntertalbahn). Dieser Abschnitt wurde 1941 großzügig neu trassiert.
Die Strecke wurde für 200 km/h planfestgestellt, umgesetzt wurde nur 160 km/h.

## Betrieb
Die Strecke bindet die Fernbahnhöfe Braunschweig und Hildesheim an die Schnellfahrstrecke Hannover–Berlin an und wurde auch zusammen mit dieser errichtet. Bei Hildesheim fädeln die Fernzüge über die Hildesheimer Schleife in die Schnellfahrstrecke Hannover–Würzburg ein.
Die Strecke wurde im Jahr 2020 vor Beginn des zweigleisigen Ausbaus von rund 100 Zügen pro Tag befahren, darunter knapp 50 Nahverkehrszüge.
Im Fernverkehr wird die Strecke hauptsächlich durch die im Stundentakt zwischen Berlin und Frankfurt am Main verkehrenden ICE-Züge genutzt. Im Nahverkehr fuhren Regionalbahnen der Linie Braunschweig–Wolfsburg–Stendal. Die Linie wurde mit Dieseltriebzügen der Baureihe 642 und lokbespannten Zügen der Baureihe 112 zusammen mit n-Wagen im Stundentakt betrieben. Die mit Dieseltriebzügen befahrenen Leistungen fuhren überwiegend im Zweistundentakt weiter nach Stendal. Das Fahrgastaufkommen im Regionalverkehr lag bei 3680 Fahrgästen pro Tag (2014, Montag–Freitag).

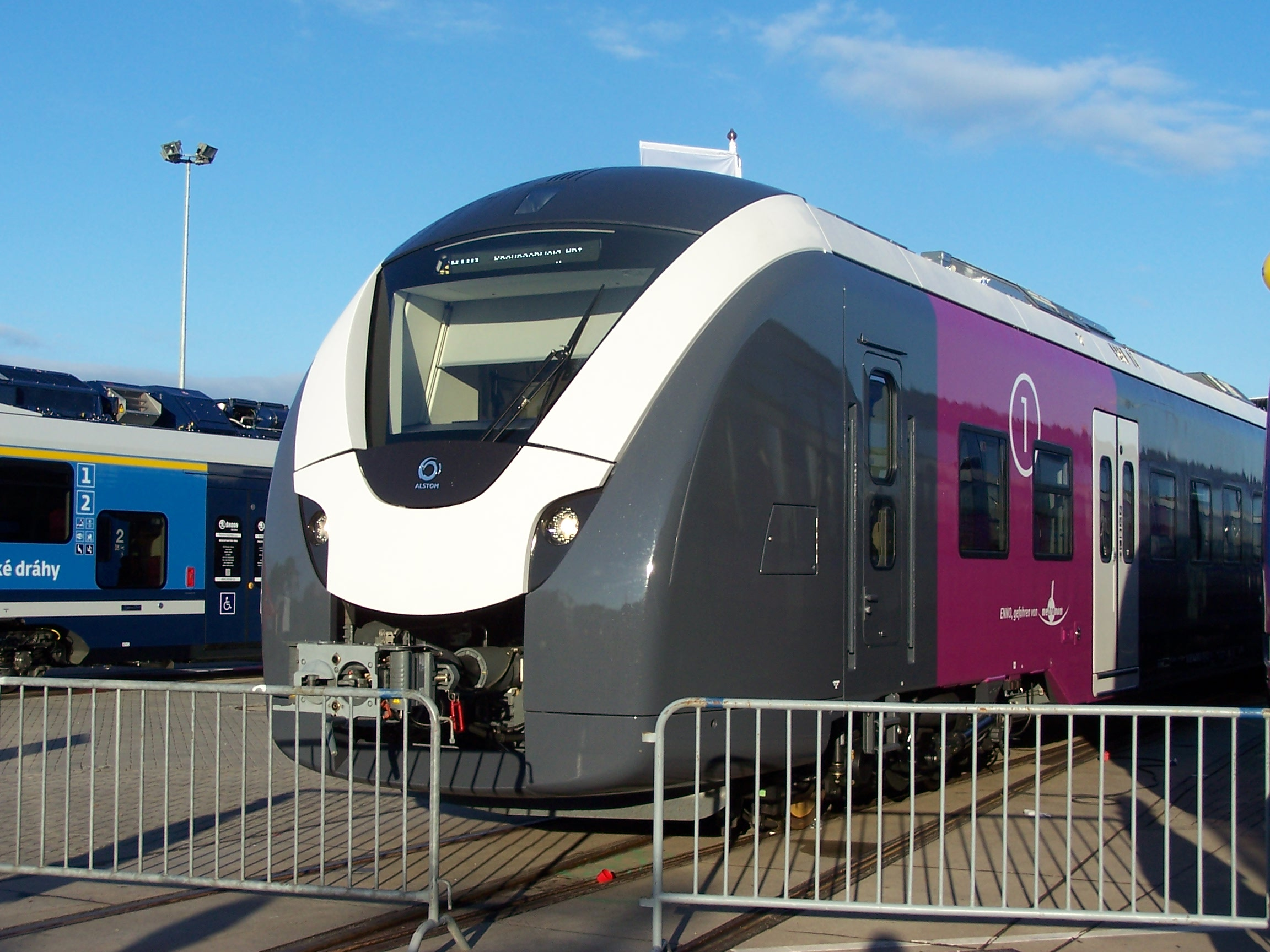
ENNO-Triebzug auf der InnoTrans 2014 in Berlin

In einer europaweiten Ausschreibung des damaligen ZGB (nun RGB) und der LNVG erhielt die metronom Eisenbahngesellschaft den Zuschlag für den Betrieb des ENNO-Netzes ab Dezember 2015 für zehn Jahre. Darin enthalten ist auch die Linie Wolfsburg–Braunschweig–Hildesheim, die im Stundentakt verkehrt, mit zusätzlichen Verstärkerzügen zur Hauptverkehrszeit. Zum Einsatz kommen Triebzüge vom Typ Coradia Continental aus dem Fahrzeugpool des ZGB – dem heutigen Regionalverband Großraum Braunschweig. Die Reisezeit zwischen Wolfsburg und Braunschweig reduzierte sich damit um fünf Minuten.
Nachdem der zweigleisige Ausbau abgeschlossen wurde, verkehren die Regionalzüge zwischen Braunschweig und Wolfsburg seit dem 25. März 2024 von Montag bis Freitag im Halbstundentakt.
In einer erneuten Ausschreibung wurde auch der Verkehrsvertrag für das Elektronetz Niedersachsen-Ost (ENNO) im Zeitraum von Dezember 2025 bis Dezember 2038 für dieses Netz an die Metronom Eisenbahngesellschaft vergeben.

## Geschichte

### Vorgeschichte bis 1989
Bereits von 1901 bis 1904 wurde die Schuntertalbahn als erste Bahnverbindung zwischen Fallersleben und Braunschweig erbaut. Es handelte sich um eine Nebenbahn der Braunschweigischen Landes-Eisenbahn-Gesellschaft, die Fallersleben auf der Ostseite verließ, östlich von Lehre die jetzige Trasse kreuzte, dann entlang der Schunter nach Braunschweig-Gliesmarode (damals ohne Verbindung zur Bahnstrecke Braunschweig–Wieren) und schließlich in den damaligen Nordbahnhof der Braunschweiger Landeseisenbahn führte. Diese Strecke wurde 1938 verstaatlicht und am Westende eine neue Verbindung über Gliesmarode zum damaligen Hauptbahnhof errichtet. Auf der Ostseite plante die Reichsbahn eine zweigleisige Hauptbahn von Fallersleben, dort wurde das heutige Volkswagenwerk an die Lehrter Bahn angeschlossen, zum damals geplanten Braunschweiger Hauptbahnhof (ungefähr dort, wo er dann 1960 wirklich entstand) und weiter zu den ebenfalls neu errichteten Stahlwerken in Salzgitter. Die Strecke sollte Fallersleben auf der Westseite verlassen und dann geradlinig nach Süden führen. Von diesen Planungen wurde bis 1942  nur der Abschnitt nördlich von Lehre eingleisig fertiggestellt und provisorisch an die bestehende Nebenbahn angeschlossen, die Bauarbeiten wurden abgebrochen und die alte Trasse Lehre–Fallersleben stillgelegt. Bei dieser provisorischen Verbindung blieb es dann über 50 Jahre, obwohl die Strecke für eine Nebenbahn im Güterverkehr mit bis zu 20 Zügen am Tag dicht belegt war. Der nördliche Damm der kreuzungsfreien Ausfädelung aus Fallersleben (heute: Außenkurve) lag ungenutzt da.

### Planung ab 1990 und Bau 1996–1998
Nach der Grundsatzentscheidung vom Juli 1990 zum Bau der Schnellfahrstrecke Hannover–Berlin über die Nordroute über Wolfsburg (statt über die alternative Südtrasse über Magdeburg und Potsdam) wurde eine Verbindung zwischen Wolfsburg und Braunschweig nötig. Auch eine diagonal verlaufende Strecke zwischen Oebisfelde und Braunschweig wurde erwogen, jedoch aufgrund ökologischer Argumente zu Gunsten der Stadt Wolfsburg verworfen.
Die Strecke wurde als Teilstück der Ausbaustrecke Löhne–Braunschweig–Wolfsburg im Jahr 1992 als vordringlicher Bedarf in den Bundesverkehrswegeplan aufgenommen. Ebenso fand das Projekt Einzug in das Bundesschienenwegeausbaugesetz von 1993. Im Sommer 1993 wurde das Raumordnungsverfahren abgeschlossen, gegen Ende desselben Jahres wurden die Planfeststellungsverfahren eingeleitet.
Der südliche, etwa 12 Kilometer lange Abschnitt zwischen Weddel und Groß Brunsrode wurde neu errichtet; im Abschnitt bis Fallersleben wurde die in den 1940er Jahren errichtete Trasse elektrifiziert sowie für 160 km/h ausgebaut.
Ungeklärt blieb lange Zeit die Frage der Finanzierung. Im November 1996 gab der Bund für den Ausbau der Weddeler Schleife und den Neubau des Abschnitts Löhne–Braunschweig–Hildesheim Mittel von 242 Millionen DM frei. Nach Abschluss aller Planfeststellungsverfahren erfolgte 1997 der großflächige Baubeginn.
Zu diesem Zeitpunkt wurde noch von einer Eröffnung nicht vor Anfang 1999 ausgegangen, mehrere Monate nach Eröffnung der Schnellfahrstrecke zwischen Hannover und Berlin. Im Mai 1998 wurde die damalige Abzweigstelle Weddel dem Betrieb übergeben. Per Vorstandsbeschluss der Deutschen Bahn war ab Mai eine Fertigstellung mit der Neubaustrecke im September 1998 vorgesehen worden. In den verbleibenden vier Monaten wurde an sieben Tagen pro Woche rund um die Uhr im Drei-Schicht-System gebaut. Mitentscheidend für diese Beschleunigung waren absehbare Engpässe im Knoten Hannover, wären die stündlich in beiden Richtungen verkehrenden Züge zwischen Frankfurt am Main und Berlin über die niedersächsische Landeshauptstadt (mit Fahrtrichtungswechsel) gefahren. Zusätzlich war durch die Führung der Züge über die Weddeler Schleife eine Fahrzeitverkürzung von etwa 40 Minuten gegenüber dem vorigen Fahrplan (über Magdeburg) zu erwarten. Der Zeitvorteil gegenüber der längeren Streckenführung über Hannover (mit Fahrtrichtungswechsel) liegt dagegen nur bei etwa 10 Minuten.
Die Eröffnung erfolgte am 20. September 1998.

### Zweigleisiger Ausbau

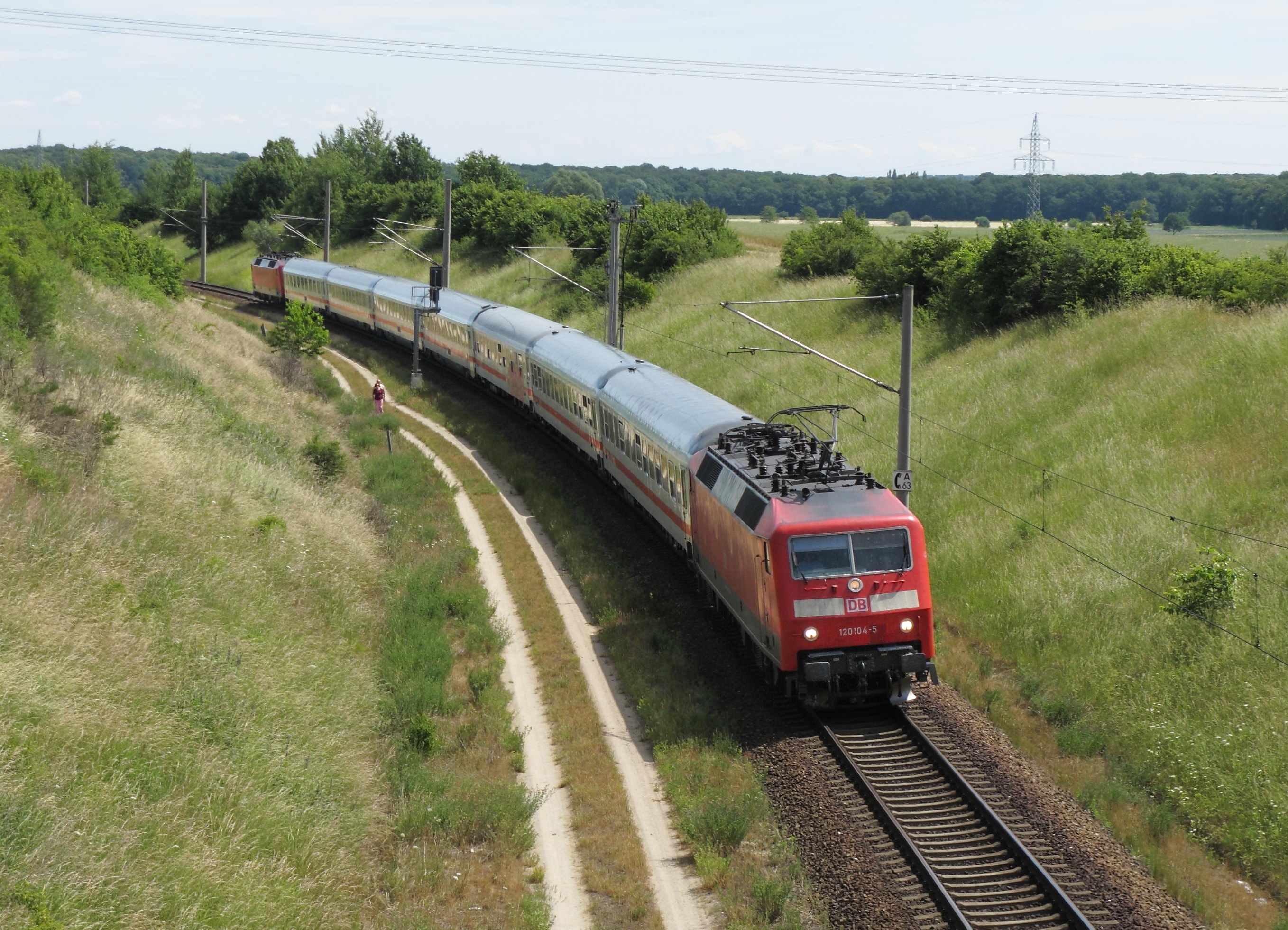
Die Strecke vor dem zweigleisigen Ausbau

Um die Weddeler Schleife rechtzeitig zu der für 1997 geplanten Inbetriebnahme der Schnellfahrstrecke zwischen Hannover und Berlin fertigstellen zu können, wurden Einsparmöglichkeiten geprüft, um den knappen Bundeshaushalt möglichst wenig zu belasten. Die Bundesbahn ging in einer Wirtschaftlichkeitsberechnung davon aus, durch einen vorläufig nur eingleisigen Ausbau die geschätzten Kosten (und damit die Belastung für den Haushalt) von 300 bis 350 um etwa 50 bis 100 Millionen DM reduzieren zu können.
Eine zweigleisige Ausführung wurde in den Planungen berücksichtigt. In der Errichtung der Weddeler Schleife wurde der Bahnkörper und die meisten Brückenbauwerke von vornherein für eine zweigleisige Trasse ausgelegt. Ebenso wurde bei der Errichtung der Lärmschutzmaßnahmen ein zweigleisiger Ausbau berücksichtigt.
Der eingleisige Ausbau stellte sich als ein Engpass von Linien zwischen Frankfurt am Main und Berlin im Schienenpersonenfernverkehr heraus. Auf dem alternativen Weg über Erfurt existierten keine eingleisigen Abschnitte. Zusätzlich war der eingleisige Ausbau auch für den Bedarf im SPNV (Halbstundentakt nur eingeschränkt möglich) und Schienengüterverkehr (zu geringer Zeitraum mit verfügbaren Trassen) nicht ausreichend.

#### Planung und Vorbereitung
Volkswagen äußerte 2012, dass sich das Unternehmen einen zweigleisigen Ausbau wünscht, und begründet dies mit Transportengpässen.
Anfang 2016 wurde bekannt, dass sich der niedersächsische Verkehrsminister Olaf Lies, die Deutsche Bahn und das Bundesverkehrsministerium geeinigt hätten, die Strecke als Nahverkehrsprojekt unabhängig vom Bundesverkehrswegeplan zweigleisig auszubauen. Eine Planungsvereinbarung wurde im August 2016 unterzeichnet. Nach anderen Angaben wurde 2016 die Planungsvereinbarung angekündigt, jedoch erst im Herbst 2017 unterzeichnet. Von 1,6 Millionen Euro Planungskosten trägt das Land Niedersachsen drei Viertel, der Regionalverband Großraum Braunschweig ein Viertel.
Eine nachträgliche Überprüfung der DB Netz AG ergab im Herbst 2017, dass die ursprünglichen Planfeststellungsbeschlüsse weiterhin Gültigkeit haben. Im November 2017 begannen im Rahmen der Überarbeitung der ursprünglichen Planungsdokumente Vermessungs- und Kartierungsarbeiten. Bis Mitte 2019 wurden alle bisher nur für die Eingleisigkeit ausgelegten Anlagen für eine zweigleisige Nutzung durchgeplant, insbesondere betraf dies Brücken, die Leit-, Sicherungs- und Oberleitungstechnik.
Der Ausbau der Weddeler Schleife wurde 2020 im ersten Potentialkonzept zum Deutschlandtakt festgehalten. Die Finanzierungsabsicht beschränkte sich aber zunächst auf einen zweigleisigen Ausbau Weddel – Lehre, der für eine Zugbegegnung des im 30-Minuten-Takt verkehrenden Nahverkehrs zwingend notwendig wäre. Der eingleisige Abschnitt Lehre – Sülfeld blieb hingegen unter Vorbehalt. Die Finanzierung konnte erst im Mai 2021 in einem Vertrag zwischen der Deutschen Bahn, dem Land Niedersachsen und dem Regionalverband Großraum Braunschweig gesichert werden. Ein Teil der Finanzierung findet gemäß Gemeindeverkehrsfinanzierungsgesetz (GVFG) statt. Jener Anteil, der anhand des ermittelten Nutzens für den Nahverkehr festgelegt wurde, wird zu 25 % vom Land und vom Regionalverband übernommen und zu 75 % durch den Bund. Den verbleibenden Anteil finanziert der Bund vollständig. Im Entwurf des Bundeshaushalt für 2021 sind bis 2024 insgesamt 114 Millionen Euro vorgesehen. Die erwarteten Gesamtkosten liegen bei 150 Millionen Euro.
Die Deutsche Bahn veröffentlichte 2021 eine detaillierte Erklärung zu den Bauleistungen an der Weddeler Schleife. Ein Jahr nach Beginn der Bauarbeiten kündigte im Oktober 2022 das Bundesverkehrsministerium an, die Finanzierung durch den Bund mit 73 Millionen Euro zu überprüfen. Am 5. Dezember 2022 gab das BMDV die Freigabe der Finanzmittel bekannt. Medienberichten zufolge hätte es andernfalls zum Jahresende 2022 zu einem Baustopp kommen können.

#### Bau
Der neu trassierte südliche Abschnitt war von vornherein für den Einbau eines zweiten Gleises vorbereitet. Hier mussten nur bei zwei Eisenbahnüberführungen die Überbauten für das zweite Gleis neu erstellt werden. Fünf weitere, kürzere Brücken wurden direkt zweigleisig erbaut. Im nördlichen Abschnitt, der die bestehende Trasse der eingleisigen Schuntertalbahn weiternutzt, mussten für den zweigleisigen Ausbau alle Straßen- und Eisenbahnüberführungen abgerissen und neu erstellt werden.
Im Mai 2021 begannen die Bauvorbereitungen an der Weddeler Schleife. An der K 58 bei Lehre wurde zu diesem Zwecke eine Fläche zur Lagerung von Baumaterial und -maschinen errichtet.
Die Hauptbauarbeiten begannen im Oktober 2021. Bis zur Fertigstellung wurde die Strecke mehrfach gesperrt. Abweichend zur ursprünglichen Planung wurde der ausgebaute Abschnitt für 160 km/h (statt 200 km/h) ausgelegt.
Zum Baubeginn war die Fertigstellung im Dezember 2023 geplant. Im Februar 2023 gab die Deutsche Bahn Verzögerungen bei den Bauarbeiten bekannt. Von Dezember 2023 bis März 2024 wurde die Strecke dafür gesperrt. Die Bauarbeiten wurden am 21. März 2024 abgeschlossen. Mit der Inbetriebnahme wurde der Regionalverkehr vom Stunden- zum Halbstundentakt verdichtet. Die Kosten des zweigleisigen Ausbaus wurden nunmehr mit rund 190 Millionen Euro beziffert.

#### Diskussion zum Finanzierungsstopp 2022
Im Sommer 2022 erwogen das Bundesministerium der Finanzen und das Bundesministerium für Digitales und Verkehr (BMDV), Mittel in Höhe von 73 Millionen Euro für das Jahr 2023 zum Ausbau der Weddeler Schleife nicht zu bewilligen. Das BMDV begründete dies mit erheblichen Zweifeln an der Wirtschaftlichkeit des zweiten Gleises im Fern- und Güterverkehr. Von verschiedenen Interessensvertretern und Parteien aus der Region Braunschweig, unter anderem die Oberbürgermeister der Städte Braunschweig (Thorsten Kornblum) und Wolfsburg (Dennis Weilmann), und der niedersächsischen Landespolitik wurde diese Überprüfung allgemein ablehnend aufgefasst und löste ab Oktober 2022 eine öffentliche Diskussion aus.
Im Dezember 2022 wurden die Mittel freigegeben. Da auch der Nahverkehr einen Nutzen vom zweigleisigen Ausbau hat, beteiligen sich an den Gesamtkosten in Höhe von 144,7 Mio. Euro auch das Land Niedersachsen (9,789 Mio. Euro), der Regionalverband Braunschweig (10,648 Mio. Euro) sowie die DB Netz AG (0,1 Mio. Euro Eigenmittel). Aus Bundesmitteln nach dem GVFG werden 52,223 Mio. Euro zur Verfügung gestellt.